# Санта-Ана (Оскар-Сото-Майнес)
Санта-Ана (исп. Santa Ana) — посёлок в Мексике, штат Чиуауа, входит в состав муниципалитета Намикипа. Численность населения, по данным переписи 2010 года, составила 2978 человек.

## Общие сведения
В 1990-х годах произошло слияние двух посёлков: Санта-Ана-де-Бавикора и Оскар-Сото-Майнес. После слияния посёлок назывался Санта-Ана (Оскар-Сото-Майнес), а в мае 2011 года в названии осталось только Санта-Ана.
Название Santa Ana дано в честь покровительницы посёлка Святой Анны, Bavicora с языка опата можно перевести как речная мята, а Oscar Soto Maynez дано в честь губернатора штата Чиуауа Оскара Сото Майнеса.